# Taeniodera indica
Taeniodera indica är en skalbaggsart som beskrevs av Oliver Erichson Janson 1909. Taeniodera indica ingår i släktet Taeniodera och familjen Cetoniidae. Inga underarter finns listade i Catalogue of Life.